# 크리스티안 쇤바인
크리스티안 쇤바인(Christian Friedrich Schönbein, 1799년 10월 18일 ~ 1868년 8월 29일)은 독일의 화학자이다. 1828년 바젤 대학 교수가 되었으며, 1840년 오존을 발견하였다. 또한 1845년 면화약을 발명하고, 1846년 콜로디온을 제작하였으며, 철의 부동태, 산화 과정 등을 연구하였다.